# Deutsche Wasserball-Liga 2017/18
Die Saison 2017/18 der Deutschen Wasserball-Liga begann am 14. Oktober 2017 mit der Hauptrunde und endete mit dem entscheidenden dritten Sieg von Waspo 98 Hannover im fünften Spiel des Finales über Titelverteidiger und Rekordmeister Wasserfreunde Spandau 04. Waspo 98 Hannover sicherte sich nach 1993 seinen zehnten Titel. In die 2. Wasserball-Liga Nord stieg Poseidon Hamburg direkt ab.

## Modus
Die Spiele werden nach dem Rundensystem mit Hauptrunde (Hin- und Rückspiel) sowie Meisterschaftsrunde (Play-off-Endrunde) von Ende Oktober 2017 bis Anfang Juni 2018 ausgetragen.

## Hauptrunde
Gespielt wurde in zwei Gruppen (Pro) zu je acht Mannschaften in einer einfachen Runde mit Hin- und Rückspiel. In der Pro A, der die besten acht Mannschaften der Vorsaison angehörten, qualifizierten sich die ersten beiden direkt für das Play-off Halbfinale. Die Mannschaften auf den Plätzen drei bis sechs spielten die anderen zwei Teilnehmer für das Play-off-Halbfinale aus. Dasselbe Szenario wurde auch in der Pro B angewandt. Der Tabellenletzte der Pro A stieg direkt in die Pro B ab und der Sieger der Play-off-Runde in der Pro B stieg in die Pro A auf. Der Vorletzte der Pro A spielte eine Relegation gegen den Zweiten der Play-off-Runde aus der Pro B um den Verbleib bzw. Aufstieg in die Pro A. Der letzte der Pro B stieg direkt in die regionale 2. Wasserball-Liga ab. Der Vorletzte der Pro B spielt im Rahmen des Aufstiegsturniers um einen der zwei Aufstiegsplätze.

### Pro A

#### Abschlusstabelle
| Pl.                             | Verein                       | Sp. | S  | U | N  | Tore    | Diff. | Punkte |
| ------------------------------- | ---------------------------- | --- | -- | - | -- | ------- | ----- | ------ |
| 1.                              | Waspo 98 Hannover (P)        | 14  | 13 | 0 | 1  | 248:890 | +159  | 26:20  |
| 2.                              | Wasserfreunde Spandau 04 (M) | 14  | 13 | 0 | 1  | 236:660 | +170  | 26:20  |
| 3.                              | ASC Duisburg                 | 14  | 7  | 2 | 5  | 144:171 | −27   | 16:12  |
| 4.                              | SG Neukölln Berlin           | 14  | 5  | 3 | 6  | 122:164 | −42   | 13:15  |
| 5.                              | OSC Potsdam                  | 14  | 4  | 3 | 7  | 141:180 | −39   | 11:17  |
| 6.                              | SSV Esslingen                | 14  | 3  | 3 | 8  | 120:185 | −65   | 09:19  |
| 7.                              | SV Bayer Uerdingen 08        | 14  | 3  | 1 | 10 | 102:192 | −90   | 07:21  |
| 8.                              | White Sharks Hannover        | 14  | 2  | 0 | 12 | 113:179 | −66   | 04:24  |
| Stand: Endstand (18. März 2018) |                              |     |    |   |    |         |       |        |

Platzierungskriterien: 1. Punkte – 2. Direkter Vergleich (Punkte, Tordifferenz, geschossene Tore) – 3. Tordifferenz – 4. geschossene Tore

 Qualifikant Play-off-Halbfinale 

 Qualifikant Play-off-Viertelfinale 

 Teilnehmer an der Relegation Pro A – Pro B 

 Absteiger in die Pro B 

(M) Meister der vorherigen Saison

(P) Pokalsieger der vorherigen Saison

#### Kreuztabelle
Die Kreuztabelle stellt die Ergebnisse aller Spiele dieser Saison dar. Die Heimmannschaft ist in der linken Spalte aufgelistet und die Gastmannschaft in der obersten Reihe.
| Pro A 14. Oktober 2017 – 18. März 2018 | Pro A 14. Oktober 2017 – 18. März 2018 | Wasserfreunde Spandau 04 | Waspo 98 Hannover | ASC Duisburg | OSC Potsdam | SSV Esslingen | White Sharks Hannover | SG Neukölln Berlin | SV Bayer Uerdingen 08 |
| -------------------------------------- | -------------------------------------- | ------------------------ | ----------------- | ------------ | ----------- | ------------- | --------------------- | ------------------ | --------------------- |
| 01.                                    | Wasserfreunde Spandau 04               |                          | 07:11             | 11:30        | 22:20       | 22:10         | 11:40                 | 16:40              | 23:20                 |
| 02.                                    | Waspo 98 Hannover                      | 07:10                    |                   | 21:70        | 15:80       | 18:60         | 22:10                 | 21:60              | 25:20                 |
| 03.                                    | ASC Duisburg                           | 05:17                    | 03:17             |              | 13:14       | 17:11         | 10:90                 | 14:11              | 14:13                 |
| 04.                                    | OSC Potsdam                            | 01:15                    | 06:19             | 13:13        |             | 20:70         | 13:14                 | 11:16              | 11:90                 |
| 05.                                    | SSV Esslingen                          | 07:19                    | 04:17             | 10:13        | 13:13       |               | 11:60                 | 12:12              | 14:90                 |
| 06.                                    | White Sharks Hannover                  | 09:22                    | 08:21             | 09:11        | 8:7         | 06:12         |                       | 6:8                | 07:10                 |
| 07.                                    | SG Neukölln Berlin                     | 06:17                    | 09:16             | 07:13        | 8:8         | 6:6           | 10:80                 |                    | 11:10                 |
| 08.                                    | SV Bayer Uerdingen 08                  | 04:24                    | 03:18             | 8:8          | 08:14       | 7:6           | 11:90                 | 6:8                |                       |

### Pro B

#### Abschlusstabelle
| Pl.                                | Verein                | Sp. | S  | U | N  | Tore    | Diff. | Punkte |
| ---------------------------------- | --------------------- | --- | -- | - | -- | ------- | ----- | ------ |
| 1.                                 | Duisburger SV 98      | 14  | 13 | 1 | 0  | 147:950 | +52   | 27:10  |
| 2.                                 | SVV Plauen            | 14  | 11 | 1 | 2  | 189:121 | +68   | 23:50  |
| 3.                                 | SC Neustadt           | 14  | 9  | 1 | 4  | 146:124 | +22   | 19:90  |
| 4.                                 | SC Wedding Berlin     | 14  | 5  | 3 | 6  | 102:111 | −9    | 13:15  |
| 5.                                 | SV Krefeld 72         | 14  | 4  | 2 | 8  | 133:146 | −13   | 10:18  |
| 6.                                 | SV Ludwigsburg 08 (N) | 14  | 3  | 3 | 8  | 129:142 | −13   | 09:19  |
| 7.                                 | SGW Köln (N)          | 14  | 2  | 2 | 10 | 105:179 | −74   | 06:22  |
| 8.                                 | Poseidon Hamburg      | 14  | 1  | 3 | 10 | 128:161 | −33   | 05:23  |
| Stand: Endstand (24. Februar 2018) |                       |     |    |   |    |         |       |        |

 Qualifikant Pro B-Halbfinale 

 Qualifikant Pro B-Viertelfinale 

 Teilnehmer Aufstiegsturnier zur Pro B 

 Absteiger in die 2. Wasserball-Liga 

(N) Aufsteiger aus der 2. Wasserball-Liga

#### Kreuztabelle
Die Kreuztabelle stellt die Ergebnisse aller Spiele dieser Saison dar. Die Heimmannschaft ist in der linken Spalte aufgelistet und die Gastmannschaft in der obersten Reihe.
| Pro B 14. Oktober 2017 – 24. Februar 2018 | Pro B 14. Oktober 2017 – 24. Februar 2018 | Duisburger SV 98 | SVV Plauen | SV Krefeld 72 | SC Wedding Berlin | SC Neustadt | Poseidon Hamburg | Köln  | SV Ludwigsburg 08 |
| ----------------------------------------- | ----------------------------------------- | ---------------- | ---------- | ------------- | ----------------- | ----------- | ---------------- | ----- | ----------------- |
| 01.                                       | Duisburger SV 98                          |                  | 10:10      | 8:7           | 7:5               | 12:11       | 13:50            | 18:13 | 13:80             |
| 02.                                       | SVV Plauen                                | 05:10            |            | 13:80         | 8:6               | 23:13       | 18:90            | 17:50 | 18:90             |
| 03.                                       | SV Krefeld 72                             | 5:7              | 10:19      |               | 11:11             | 09:10       | 13:10            | 17:30 | 9:8               |
| 04.                                       | SC Wedding Berlin                         | 3:8              | 3:7        | 10:80         |                   | 09:10       | 5:5              | 11:80 | 9:9               |
| 05.                                       | SC Neustadt                               | 5:7              | 8:6        | 14:80         | 5:7               |             | 14:70            | 14:40 | 10:80             |
| 06.                                       | Poseidon Hamburg                          | 7:8              | 12:13      | 11:14         | 06:10             | 10:10       |                  | 16:90 | 11:12             |
| 07.                                       | SGW Köln                                  | 09:15            | 06:18      | 8:8           | 10:30             | 08:11       | 12:90            |       | 6:6               |
| 08.                                       | SV Ludwigsburg 08                         | 02:11            | 12:14      | 14:60         | 09:10             | 06:11       | 10:10            | 16:40 |                   |

## Play-off

### Pro A

#### 1. Play-off-Runde
Modus: Best-of-Five
Termine: 21. März 2018 (1. Spiel), 24. März 2018 (2. Spiel), 25. März 2018 (3. Spiel) und 4. April 2018 (4. Spiel)
Die erstgenannte Mannschaft hatte im 1. und 4. Spiel Heimrecht.
| Paarung       | Paarung | Paarung            | 1.    | 2.    | 3.    | 4.    | 5.  |
| ------------- | ------- | ------------------ | ----- | ----- | ----- | ----- | --- |
| OSC Potsdam   | –       | SG Neukölln Berlin | 15:80 | 11:10 | 09:11 | 14:10 | --- |
| SSV Esslingen | –       | ASC Duisburg       | 10:70 | 08:13 | 08:11 | 10:14 | --- |

#### Halbfinale
Modus: Best-of-Five
Termine: 14. April 2018 (1. Spiel), 21. April 2018 (2. Spiel) und 22. April 2018 (3. Spiel)
Die erstgenannte Mannschaft hatte im 1. Spiel Heimrecht.
| Paarung      | Paarung | Paarung                  | 1.    | 2.    | 3.    | 4.  | 5.  |
| ------------ | ------- | ------------------------ | ----- | ----- | ----- | --- | --- |
| ASC Duisburg | –       | Wasserfreunde Spandau 04 | 10:17 | 09:17 | 06:17 | --- | --- |
| OSC Potsdam  | –       | Waspo 98 Hannover        | 10:16 | 06:16 | 07:18 | --- | --- |

#### Finale
Modus: Best-of-Five
Termine: 23. Mai 2018 (Berlin), 26. Mai 2018 (Hannover), 27. Mai 2018 (Hannover), 30. Mai 2018 (Berlin) und 2. Juni 2018 (Hannover)
| Paarung                  | Paarung | Paarung           | 1.    | 2.    | 3.  | 4.  | 5.  |
| ------------------------ | ------- | ----------------- | ----- | ----- | --- | --- | --- |
| Wasserfreunde Spandau 04 | –       | Waspo 98 Hannover | 07:10 | 07:11 | 9:4 | 8:6 | 5:7 |

 Deutscher Meister

#### Spiel um Platz 3
Modus: Best-of-Three
Termine: 19. Mai 2018 (Potsdam), 26. Mai 2018 (Duisburg) und 27. Mai 2018 (Duisburg)
| Paarung     | Paarung | Paarung      | 1.    | 2.    | 3.    |
| ----------- | ------- | ------------ | ----- | ----- | ----- |
| OSC Potsdam | –       | ASC Duisburg | 15:90 | 16:18 | 11:80 |

1. ↑  Sieg nach Fünfmeterwerfen

#### Spiel um Platz 5
Modus: Best-of-Three
Termine: 14. April 2018 (Stuttgart) und 21. April 2018 (Berlin)
| Paarung       | Paarung | Paarung            | 1.    | 2.    | 3.  |
| ------------- | ------- | ------------------ | ----- | ----- | --- |
| SSV Esslingen | –       | SG Neukölln Berlin | 15:16 | 12:15 | --- |

1. ↑  Sieg nach Fünfmeterwerfen

### Pro B

#### 1. Play-off-Runde
Modus: Best-of-Five
Termine: 3. März 2018 (1. Spiel), 10. März 2018 (2. Spiel), 11. März 2018 (3. Spiel) und 17. März 2018 (4. Spiel)
Krefeld hatte im 1. sowie 4. Spiel Heimrecht und Ludwigsburg hatte im 2. Spiel Heimrecht.
| Paarung       | Paarung | Paarung           | 1.    | 2.  | 3.    | 4.   | 5.  |
| ------------- | ------- | ----------------- | ----- | --- | ----- | ---- | --- |
| SV Krefeld 72 | –       | SC Wedding Berlin | 7:6   | 6:7 | 7:8   | 8:10 | --- |
| SC Neustadt   | –       | SV Ludwigsburg 08 | 10:40 | 9:5 | 10:30 | ---  | --- |

1. ↑  Sieg nach Fünfmeterwerfen

#### Halbfinale
Modus: Best-of-Five
Termine: 31. März 2018 (1. Spiel), 7. April 2018 (2. Spiel), 8. April 2018 (3. Spiel) und 14. April 2018 (4. Spiel)
Die erstgenannte Mannschaft hatte im 1. und 4. Spiel Heimrecht.
| Paarung           | Paarung | Paarung          | 1.    | 2.    | 3.    | 4.    | 5.  |
| ----------------- | ------- | ---------------- | ----- | ----- | ----- | ----- | --- |
| SC Wedding Berlin | –       | Duisburger SV 98 | 09:10 | 1:5   | 6:9   | ---   | --- |
| SC Neustadt       | –       | SVV Plauen       | 11:90 | 10:13 | 09:18 | 11:12 | --- |

#### Spiel um Platz 9
Modus: Best-of-Five
Termine: 21. April 2018 (Plauen), 28. April 2018 (Duisburg), 29. April 2018 (Duisburg), 5. Mai 2018 (Plauen) und 19. Mai 2018 (Duisburg)
| Paarung    | Paarung | Paarung          | 1.   | 2.  | 3.    | 4.  | 5.    |
| ---------- | ------- | ---------------- | ---- | --- | ----- | --- | ----- |
| SVV Plauen | –       | Duisburger SV 98 | 8:10 | 9:5 | 10:80 | 7:8 | 08:12 |

 Aufsteiger in die Pro A 

 Teilnehmer an der Relegation Pro A – Pro B
1. ↑  Sieg nach Fünfmeterwerfen

#### Spiel um Platz 11
Termine: 21. April 2018 (Berlin) und  22. April 2018 (Berlin)
| Paarung           | Paarung | Paarung     | 1.    | 2.  |
| ----------------- | ------- | ----------- | ----- | --- |
| SC Wedding Berlin | –       | SC Neustadt | 05:10 | 7:9 |

#### Spiel um Platz 13
Modus: Best-of-Three
Termine: 7. April 2018 (Ludwigsburg) und 14. April 2018 (Krefeld)
| Paarung           | Paarung | Paarung       | 1.    | 2.    | 3.  |
| ----------------- | ------- | ------------- | ----- | ----- | --- |
| SV Ludwigsburg 08 | –       | SV Krefeld 72 | 16:17 | 28:29 | --- |

1. 1 2  Sieg nach Fünfmeterwerfen

## Relegation Pro A – Pro B
Modus: Best-of-Three
Termine: 26. Mai 2018 (Plauen) und 2. Juni 2018 (Uerdingen)
| Paarung    | Paarung | Paarung               | 1.    | 2.  | 3.  |
| ---------- | ------- | --------------------- | ----- | --- | --- |
| SVV Plauen | –       | SV Bayer Uerdingen 08 | 13:60 | 8:7 | --- |

 Aufsteiger in die Pro A 

 Absteiger in die Pro B

## Die Meistermannschaft
| 1.                         | Waspo 98 Hannover |
| Logo von Waspo 98 Hannover | - Tor: Moritz Schenkel (19/–), Luka Sučić (8/–) - Feldspieler: Ante Ćorušić (21/22), Erik Bukowski (16/9), Julian Real (20/37), Darko Brguljan (22/43), Aleksandar Radović (21/68), Predrag Jokić (15/6), Tobias Preuss (19/22), Luka Sekulić (21/29), Pere Estrany Esforzado (22/36), Marek Tkáč (20/21), Jorn Winkelhorst (19/25), Marin Ban (21/21), Vincent Winkler (9/4), Felix Haarstick (6/1), Alexander Herrmann (4/2), Ingo Pickert (2/–) (Spiele/Tore) - Trainer: Karsten Seehafer |